# Nowa Kamienica
Nowa Kamienica (niem. Neu-Kämnitz) – wieś w Polsce położona w województwie dolnośląskim, w powiecie karkonoskim, w gminie Stara Kamienica.

## Położenie
Nowa Kamienica to wieś średniej wielkości, o długości około 1,5 km, leżąca na Pogórzu Izerskim, na granicy Kotliny Jeleniogórskiej i Przedgórza Rębiszowskiego, na wysokości około 375–410 m n.p.m.

## Podział administracyjny
W latach 1975–1998 miejscowość administracyjnie należała do województwa jeleniogórskiego.

## Nazwy historyczne
- 1348 Nova Kempnicz
- 1384 Kempnicz noua uilla
- 1496 Neu Kemnitz
- 1687 Neu Kamnitz
- 1726 Neu-Kemnitz
- 1921 Kemnitz-Neu
- Neu-Kämnitz
- 1945 Kopice, Kępice
- 1946 Nowa Kamienica

## Zabytki
Do wojewódzkiego rejestru zabytków wpisany jest obiekt:
- kościół filialny pw. Ścięcia św. Jana Chrzciciela, z XV wieku.